# Ottorino Gentilucci
Ottorino Gentilucci (* 14. August 1910 in Ancona; † 29. Juli 1987) war ein italienischer Komponist und Musikwissenschaftler. Er war der Vater des Komponisten Armando Gentilucci.

## Leben und Werk
Ottorino Gentilucci studierte bei Antonio Cicognani und bei Mario Vitali am Conservatorio Statale di Musica „Gioachino Rossini“ in Pesaro Komposition, Orgel und Klavier.
Seit 1939 lehrte er am Conservatorio di Musica G. Verdi in Mailand.
Ottorino Gentilucci veröffentlichte den Trattato di teoria con riferimenti storici e armonici (Mailand 1949). Darüber hinaus schrieb er die Opern La fiaccola (RAI 1953), Don Ciccio ovvero La trappola (Bergamo 1953), La valanga (1967) und die Oratorien La tempesta sedata (1932) und Il guidizio universale (1933) sowie Orchesterwerke, Kammermusik und Lieder.